# Hallesche Kometen
Hallesche Kometen ist ein Film von Susanne Irina Zacharias aus dem Jahr 2005.

## Handlung
Ben ist Anfang 20 und lebt zusammen mit seinem Vater in Halle an der Saale. Die Mutter kam zwei Jahre zuvor bei einem Autounfall ums Leben. Während der Vater sich aufgegeben hat, versucht Ben, mit der Auslieferung von Reiseprospekten zumindest genügend Geld zu verdienen, um beide finanziell über Wasser zu halten. Er träumt davon, durch die Welt zu reisen, und bekommt durch den Job wenigstens Kontakt zu Reisebüros. Als er wieder eine Lieferung ausfährt, parkt er in der zweiten Reihe. Als kurze Zeit später die Fahrerin des zugeparkten Autos aus der Parklücke herausfahren möchte, springt Bens alter VW Polo nicht an. Daraufhin kommt er, zumindest kurz, mit der Fahrerin ins Gespräch.
Zuhause erfährt Ben, dass sein Vater erneut einen Termin zu einem Vorstellungsgespräch verpasst hat. Daraufhin streicht ihm das Arbeitsamt für zwölf Wochen das Arbeitslosengeld. Auf den Vorschlag, einen Teil der alten Möbel seiner Mutter zu verkaufen, reagiert Bens Vater sehr abweisend. Also macht sich Ben auf die Suche nach einem weiteren Nebenjob, und sein Kumpel Ingo bietet ihm an, ihm beim Verkauf von Zigaretten zu helfen. Gordon, Ingos Lieferant, hat „gewisse Quellen“, über die Ben nichts Näheres wissen will.
Einige Tage später trifft er bei einem Discobesuch in Leipzig zufällig die Fahrerin wieder, mit der sich vorher unterhalten hatte, und erfährt ihren Namen: Jana. Die beiden unterhalten sich eine Weile außerhalb der Disco und tauschen ihre Telefonnummern aus. Zum ersten Mal seit längerer Zeit hat Ben das Gefühl, dass es wieder bergauf geht. Er bringt vom Einkaufen eine Flasche Sekt mit, die er mit seinem Vater leert, während sie sich alte Urlaubs-Dias ansehen und sich dabei über Bens Mutter unterhalten. Ben, der immer noch versuchen will, seinem Vater wieder auf die Beine zu helfen, schlägt daraufhin vor, dass er für seinen Vater Arbeit suchen will. Puh, ein Freund von Ingo und Ben, übernimmt daraufhin die Rolle des Bewerbungsberaters.
Nach mehreren Versuchen hat Ben es schließlich geschafft, für seinen Vater ein Vorstellungsgespräch zu arrangieren, doch sein Vater bekommt die Stelle aufgrund seiner Äußerungen im Gespräch nicht. Ben freut sich darauf, wenigstens mit Jana reden zu können, doch die freut sich derweil schon auf ihre Abreise: sie will für ein Jahr als Au-pair-Mädchen nach Vancouver in Kanada. Für Ben hat sie sich eine Überraschung ausgedacht: sie schenkt ihm ein Flugticket, damit er sie in Kanada besuchen kann und endlich wieder etwas von der Welt sieht. Doch Ben, der sich für seinen Vater verantwortlich fühlt, ist von dem Vorschlag alles andere als begeistert.
Zusammen mit Ingo will Ben ein nicht ganz klar definiertes Angebot nutzen, das Gordon ihnen vermittelt hat – mit einem gewissen Mola. Doch Ingo macht plötzlich einen Rückzieher, woraufhin Mola auch an Ben das Interesse verliert. Es kommt zum Streit zwischen den Freunden, der schließlich in einer Schlägerei gipfelt, nachdem Ingo Ben vorwirft, genau wie sein Vater zu werden.
Als Ben schließlich mit einem blauen Auge nach Hause kommt und sein Vater ihn zur Rede stellt, platzt ihm der Kragen. Wutentbrannt setzt er sich ins Auto und fährt los, ohne Rücksicht auf Geschwindigkeitsbegrenzungen oder Ähnliches. Sein Vater, den der Streit genauso sehr getroffen hat, räumt unterdessen in aller Eile die Balkontür frei, die bis dahin mit alten Möbeln zugestellt war, und betritt den Balkon zum ersten Mal seit Jahren wieder. In seinem Auto lässt Ben das Lenkrad los und riskiert es einige Sekunden lang, die Kontrolle über den Wagen zu verlieren. Doch plötzlich kommt er zur Besinnung, hält mitten auf der Straße an und übergibt sich. Als er am nächsten Morgen nach Hause zurückkehrt, erwartet ihn sein Vater, mit dem er sich ausspricht. Kurze Zeit später kommt Ingo vorbei, und auch mit ihm kann Ben wieder normal reden.

## Rezeption
- film-dienst 2/2006: Die in ein sozialrealistisches Nachwendedrama eingebettete Vater-Sohn-Geschichte berührt dank erstklassiger Darsteller, ohne ins Rührselige abzugleiten. Ein schöner kleiner (Erstlings-)Film, klug durchdacht, kurzweilig und unaufgeregt, der sich zum Lehrstück über Trauer, Hoffnung und Solidarität verdichtet.[1]

Zum Filmausgang: Auch mit Jana, von der Ben nach gemeinsam erlebter Nacht wortlos weggegangen ist, weil sie ihm das Flugticket nach Kanada schenken wollte, das er wegen seines Vaters nicht angenommen hat, versöhnt sich Ben am Ende, und beide gehen Hand in Hand in die Stadt.

## Hintergrund
Der Film spielt in Halle-Neustadt. Die Stadt bildet dabei zumeist den grauen und tristen Hintergrund, vor dem die Schauspieler interagieren. Die Handlung findet jedoch nur in Räumen oder von der Stadt distanziert statt. Kommt trotzdem dieser vermittelnde Sektor vor, so nur in Form der halleschen Innenstadt. Die Integration der filmischen Handlung in die Stadt, tritt erst am Schluss als Hypothese und Behauptung auf.
Der Titel des Films beruht auf einem Wortspiel, siehe Halleyscher Komet.

## Auszeichnungen
- 2005 – Max-Ophüls-Preis: Filmpreis des saarländischen Ministerpräsidenten (Zacharias) und Nominierung für den Max-Ophüls-Preis